# Ightham
Ightham (engelskt uttal: [ˈaɪtəm]) är en ort och civil parish i grevskapet Kent i sydöstra England. Orten ligger i distriktet Tonbridge and Malling, cirka 7 kilometer öster om Sevenoaks och cirka 11 kilometer norr om Tonbridge. Tätorten (built-up area) hade 2 036 invånare vid folkräkningen år 2021.